# 日下秀憲
日下 秀憲（くさか ひでのり）は、日本の漫画原作者および雑誌編集者。
代表作は『ポケットモンスターSPECIAL』。

## 人物
『ポケットモンスターSPECIAL』第1話からシナリオを担当している。
単行本第1巻の扉絵のプロフィールでは男性らしき自画像であったが、第3巻以降はマルマインを自画像にしている。2012年にフランスで行われたサイン会での模様を、帰国後に公式サイト内で公開しており、この時は顔出しもしている。
2016年にインクポット賞を受賞。

## 作品リスト
- ポケットモンスターSPECIAL（1997年 - 連載中）

作画は真斗（担当期間：1997年 - 2001年）・山本サトシ（2001年 - ）が担当。